# Изменённое состояние сознания
Изменённые состоя́ния созна́ния (ИСС) — качественные изменения в субъективных переживаниях или психологическом функционировании от определённых генерализованных для данного субъекта норм, рефлексируемые самим человеком или отмечаемые наблюдателями (классическое определение Арнольда Людвига). Согласно А. Ревонсуо, главным характерным признаком изменённых состояний сознания являются системные изменения (относительно нормального состояния сознания) связи содержания переживаний с реальным миром, то есть в ИСС присутствуют искажения представления внешней реальности или осознания себя в виде галлюцинаций или иллюзий, причём эти искажения складываются в глобальное изменение репрезентаций.
Кратковременные переживания ИСС являются характерным свойством сознания и психики здоровых людей. Изменённые состояния могут вызываться совершенно различными триггерами и могут иметь, а могут и не иметь отношение к патологии. Формой ИСС, представляющей одну из главных потребностей человека, является сон.
ИСС отводится заметное место в различных религиях. Важную роль в исследованиях ИСС в конце XX столетия сыграли научные эксперименты с использованием различных галлюциногенов (включая ЛСД), а также методики холотропного дыхания.
Изучение изменённых состояний сознания является междисциплинарной областью направлений, занимающихся исследованием сознания: общая и социальная психология, психология личности, когнитивная психология, аналитическая психология, трансперсональная психология, клиническая психология, нейропсихология, психиатрия, антропология и др.

## История исследований ИСС

### ИСС как подкатегория состояний сознания
Изменённые состояния сознания являются частным случаем такого общего социального, культурно-исторического и, в частности, психофизиологического феномена, как состояния сознания; по определению Чарльза Тарта, состояния сознания — это в общем качественные изменения общего паттерна субъективного (психического) функционирования. Другим подвидом состояний сознания являются так называемые «нормальные», или «обычные», состояния сознания (включающие три широких, естественных состояния сознания — бодрствование, сновидение и глубокий сон). Также выделяются состояния — гипноз, транс, активное сознание.
Согласно Уильяму Джеймсу, состояние сознания есть «совокупность мысленных объектов».
Согласно В. Н. Мясищеву, психические состояния, в том числе и ИСС, имеют промежуточное положение в феноменологии психических явлений и расположены между более динамичными психическими процессами и относительно стабильными свойствами личности. Они выступают фоном психической деятельности и отражают особенности личности и характера, а также соматический статус человека.

### Систематические исследования ИСС
Систематические научные исследования ИСС начались с работ немецкого психолога Арнольда Людвига, который первым разработал модель ИСС, основанную на модульной структуре состояний сознания. Согласно его определению, которое стало классическим, ИСС представляют собой «любые психические состояния, индуцированные физиологическими, психологическими или фармакологическими событиями или агентами различной природы, которые распознаются самим субъектом или внешними наблюдателями и представлены существенными отклонениями в субъективных переживаниях или психологическом функционировании от определённых генерализованных для данного субъекта норм в состоянии активного бодрствования». Основываясь на исследованиях Арнольда Людвига, французский антрополог Эрика Бургиньон определяет ИСС как «состояния, в которых изменяются ощущения, восприятия, эмоции и когнитивная сфера».
В современной психологии разрабатывается целый ряд моделей, описывающих ИСС:
- дискретные — Чарльз Тарт,
- континуальные или непрерывные — Колин Мартиндэйл (англ. Colin Martindale),
- дискретно-континуальные или смежные — Адольф Диттрих (нем. Adolph Dittrich).

Согласно Чарльзу Тарту, ИСС — это новая по отношению к базисному состоянию (например обычному бодрствованию) психическая система, обладающая присущими только ей характеристиками, своей хорошо упорядоченной, целостной совокупностью психологических функций, которые обеспечивают её стабильность и устойчивость даже при значительных изменениях отдельных подсистем или определённой перемене внешних условий.
В соответствии со взглядами Колина Мартиндэйла, в его теории непрерывных (континуальных) состояний сознания, при переходе к ИСС, по мере постепенной регрессии сознания, происходящей при действии совершенно различных факторов, основные психологические показатели меняются плавно, без скачков и ИСС непрерывно переходят одно в другое.
В своей теории смежных состояний сознания, Адольф Диттрих, с опорой на работы Вильгельма Вундта, схематично описывавшего психику в виде круга, в центре которого — бодрствующее сознание, на окружности — бессознательное, а внутри круга — переходные структуры сознания, качественно различающиеся на различных радиусах, но сравниваемые друг с другом, за счёт их равноудалённости от центра, описывает обычное, бодрствующее сознание как исходное, наиболее отчётливое состояние, существующее при заданных качественно различающихся начальных условиях. В свою очередь, каждое из различных обычных состояний сознания (ОСС) является центром своего собственного круга по модели Вильгельма Вундта, внутри которого располагаются ИСС, выражающие градации исходного базового состояния. Таким образом, согласно модели А. Диттриха, состояния сознания прерывны, так как ими управляют различные закономерности, но и, вместе с тем, в большой степени смежны, что устанавливается их корреляцией между собой.
ИСС активно исследуются в трансперсональной психологии, в рамках которой утверждается, что изучение феноменологии ИСС позволяет переосмыслить проблему сознания и расширить границы традиционного понимания личности. Исследователями в этой области предложен ряд моделей психики, в рамках которых разработаны классификации, систематизирующие и описывающие необычные переживания личности в ИСС. Наиболее известными являются:
- спектр сознания К. Уилбера,
- модель холодвижения Д. Бома,
- модель личности Р. Уолша и Ф. Воган.

В рамках трансперсональной психологии утверждается, что само погружение в ИСС приводит к спонтанным и самопроизвольным достижениям в интеграции личности.
Согласно А. В. Россохину, под ИСС следует понимать «состояния, в которых происходят трансформации семантических пространств субъекта, изменения формы категоризации, сопровождающиеся переходом от социально-нормированных культурой форм категоризации к новым способам упорядочения внутреннего опыта и переживаний».
Согласно О. В. Гордеевой, ИСС — это способы организации душевной жизни человека; это функциональный орган деятельности человека, функциональная система, которую человек выстраивает сам (или ему помогает в этом общество) для достижения определённой цели. Структура, содержание, формы, функции ИСС определяются существующими у человека соответствующими представлениями об ИСС — моделями ИСС, которые имеют эксплицитный или имплицитный характер. Психологическими носителями таких моделей выступают установки, эмоциональные отношения, знания, ожидания в отношении данных состояний.
Известный отечественный психолог В. А. Петровский предложил различать ясное и изменённое состояния сознания (а также ясное и изменённое состояния самосознания). Критерием ясного сознания, с его точки зрения, является обратимость саморефлексии, «след в след» сопровождающей действия человека и динамику его психических состояний (человек при этом может вернуться назад и вновь пройти пройденное). ИСС характеризуется необратимостью саморефлексии, то есть человек не может «вернуться в прошлое», с тем чтобы пройти путь заново.
Согласно кросс-культурным исследованиям Эрики Бургиньон, «изменённые состояния сознания… используются во всех человеческих обществах. Они известны во множестве различных форм и интегрированы в разнообразные культурные модели, играют разные роли, используются во множестве различных контекстов и снабжены огромной массой значений. […] они представляют характерные типы реакций на определённые изменения в сенсорных, перцептивных, когнитивных, мотивационных и аффективных отношениях между людьми и их опытом — типы реакций, которые в значительной степени являются культурно смоделированными».

## Критерии возникновения ИСС
Согласно исследованиям В. В. Кучеренко, В. Ф. Петренко и А. В. Россохина, к критериям возникновения ИСС относятся:
1. Переход от преимущественной опоры на вербально-логические, понятийные структуры к отражению в форме наглядно-чувственных (довербальных) образов.
2. Изменение эмоциональной окраски отражаемого в сознании внутреннего опыта, сопровождающее переход к новым формам категоризации.
3. Изменения процессов самосознания, рефлексии и внутреннего диалога.
4. Присутствие во внешнем диалоге фрагментов внутреннего диалога.
5. Изменения восприятия времени, последовательности происходящих во внутренней реальности событий, частичное или полное их забвение, обусловленное трудностью, а иногда и невозможностью перевода внутреннего опыта, полученного в изменённых состояниях, на «язык» социально-нормативных форм категоризации (например сложность воспроизведения последовательности событий сновидения во время рассказа о нём в бодрствующем состоянии сознания).

Согласно исследованиям Арнольда Людвига, к основным характеристикам ИСС относятся следующие 10 доминаторов, или черт:
1. Субъективное ощущение нарушения мышления (проявляется в изменении концентрации внимания, нарушении мнемических процессов или сложности в вынесении суждений).
2. Изменение в субъективном ощущении течения времени (дисторсия времени).
3. Потеря контроля и страх утраты эго-идентичности (диссоциативные нарушения).
4. Изменения в эмоциональной сфере по мере снижения сознательного контроля, проявляются как: 1) регресс к более примитивным эмоциям; 2) биполярные аффективные расстройства; 3) эмоциональная лабильность; 4) трудность в выражении эмоций (шизотимия).
5. Изменение схемы тела (проприорецепция — ощущение положения частей собственного тела относительно друг друга), включающее в себя явления деперсонализации и дереализации.
6. Искажения в восприятии, представляющие собой иллюзии в различных сенсорных модальностях, галлюцинации и псевдогаллюцинации, а также временные обострения остроты восприятия, преимущественно визуального.
7. Изменение системы значений и ценностей.
8. Трудности в вербализации переживаний ИСС (неизъяснимость[англ.]).
9. Чувство обновления, возникающее в ряде состояний и при выходе из них (психоделические состояния, гипноз, деперсонализация и др.).
10. Снижение порога внушаемости, включающее невозможность критической оценки речевых сообщений и инструкций, воспринимаемых субъектом; тенденция искажать или неверно интерпретировать различные стимулы на основе личностных установок и страхов.

Чарльз Тарт, изучая ИСС, вызванные наркотиками, разработал модель факторов, участвующих в формировании ИСС, некоторые из которых человек может усиливать, а некоторые тормозить:
- наркотические факторы — физиологическое воздействие наркотика, определяющее характер возникающего при употреблении наркотика состояния.
- ненаркотические факторы:
  - долговременные:
    - культурная среда, формирующая обычные состояния сознания и ожидания относительно действия наркотика;
    - структура личности субъекта;
    - физиологические особенности человека, создающие определённую предрасположенность к воздействию наркотика;

  - непосредственные:
    - настроение человека;
    - ожидания;
    - совпадение или несовпадение этих ожиданий с тем, что человек хотел бы испытать.

  - ситуативные:
    - социальная обстановка, в которой происходит принятие наркотика;
    - физические условия и их влияние;
    - формальные наставления относительно ИСС, полученные субъектом, и его интерпретация этих наставлений;
    - неявная информация о наркотике, получаемая субъектом от окружающих.

Выделяются три группы гипотез относительно причин и механизмов индукции ИСС, то есть о природе ИСС:
- ИСС как функциональные нарушения нервной системы / личностные нарушения.
- ИСС как система личностных установок, проявляющихся в форме интенсивных экзистенциальных, мистических и религиозных переживаний.
- ИСС как продукт когнитивного процесса и, в частности, как одна из форм проявления креативности.

Дополнительно рассматривается гипотеза об ИСС как продукте нарушения динамики «образующих» сознания, в частности при условиях, вызывающих явные противоречия между чувственной тканью и содержанием предметного образа. А. Н. Леонтьев приводил пример такого явного нарушения в экспериментах Стрэттона, Джорджа Малкольма, где испытуемые носили инвертоскоп, который искажал чувственную ткань образа, что сопровождалось утратой чувства реальности.

## Функции ИСС
Арнольд Людвиг в отношении отдельного человека, испытывающего ИСС, выделил, по критерию их полезности для человека и общества, в котором он живёт, 2 основных группы функций ИСС:
- адаптивные функции ИСС:
  - психотерапевтическая — ИСС помогают поддерживать и улучшать здоровье и самочувствие, могут использоваться для излечения от заболеваний (психических и психосоматических), а также для того, чтобы справляться с болью;
  - получение нового опыта и новых знаний — пониманий о себе и своих отношений с миром и другими людьми, как источник вдохновения и усиления эстетического восприятия; приобщение личности к культуре сообществ и общества, в которых он живёт;
  - социальные функции — ИСС обеспечивают групповую сплочённость, включаются в ритуалы инициации, помогают разрешать конфликты между требованиями общества и желаниями конкретного человека.
- дезадаптивные функции ИСС — эти состояния используются для ухода от существующей реальности (в таких случаях человек удовлетворяет через эти состояния свои психологические потребности).

## Типологии ИСС
Согласно разработкам Л. И. Спивака и Д. Л. Спивака, изменённые состояния сознания можно типологизировать и подразделить следующим образом:
1. искусственно вызываемые: индуцированные психоактивными веществами (например психоделиками — галлюциногенные грибы, дурман, марихуана, кактусы пейотль и Сан-Педро, можжевеловый дым, алкоголь, химические препараты) или процедурами (например сенсорной депривацией, холотропным дыханием);
2. психотехнически обусловленные: религиозные обряды, аутогенная тренировка по Шульцу, осознанные сновидения, гипнотический транс, медитативные состояния;
3. спонтанно возникающие в обычных для человека условиях (при значительном напряжении, прослушивании музыки, спортивной игре, оргазме), или в необычных, но естественных обстоятельствах (например, при нормальных родах), или в необычных и экстремальных условиях (например, пиковые переживания в спорте, околосмертный опыт различной этиологии).

Согласно О. В. Гордеевой, ИСС можно подразделить на «высшие» и «низшие», по аналогии с подразделением психических функций у Л. С. Выготского:
- «высшие» — культурно-исторически обусловленные формы ИСС (культура может обуславливать, а порой и жёстко задавать определённый набор ИСС, их структуру, содержание, функции, специфические характеристики, способы вхождения в конкретное ИСС, признаки, по которым человек может идентифицировать данное состояние, способы саморегуляции этого состояния);
- «низшие» — «натуральные» состояния, представляющие собой нецеленаправленные, случайные изменения состояния сознания, наступающие в результате дезорганизации «обычного» состояния сознания и характеризующиеся хаосом, отсутствием структуры психической жизни (в частности установок, ожиданий и целей деятельности), что может быть связано с полным отсутствием опыта — как культурного, так и индивидуального.

Согласно феноменологической социологии Ж.-П. Валла, можно выделить следующие типы отношений человеческих сообществ к ИСС:
- ИСС как нечто привычное и доступное для всех.
- ИСС как опыт, переживаемый всеми, но лишь один раз в жизни.
- ИСС как достояние специалистов, к которым сообщество обращается за советом и опыт которых использует.
- ИСС выступают не только на индивидуальном, но и на социальном уровне, являясь передаточным звеном в распространении профетических учений (мессианство).
- ИСС как нечто подозрительное и, возможно, злонамеренное.
- ИСС — это плохо, это безумие.

«Высшие» (культурно-исторически обусловленные) формы ИСС могут способствовать как сохранению социальной системы и социальных структур, так и их изменению.

## Классификация ИСС
Четыре базисных шкалы независимых друг от друга изменений, происходящих с сознанием человека:
- изменение эмоциональных состояний;
- изменение восприятия мира;
- изменение волевого самоконтроля;
- изменение самоосознания и самоотождествлённости личности.

Последняя шкала наиболее изучена С. Гроффом. Он выделяет 5 типов переживаний:
1. переживание эмбриона и плода;
2. архаическое переживание сложных мифологических эпизодов;
3. соматические эффекты;
4. сознание Универсального Разума;
5. Сверхкосмическая и метакосмическая пустота[25].

## Методики исследования ИСС
В начале 1980-х годов научным коллективом под руководством Адольфа Диттриха было проведено кросс-культурное исследование изменённых состояний сознания, для чего специально был сконструирован психодиагностический опросник выраженности ИСС, первоначально — на немецком языке, затем на английском с названием: Standardized Psychometric Assessment of Altered States of Consciousness (1981), который был переведён на основные европейские языки. Факторизация шкал опросника позволила выделить три самостоятельных фактора, описывающих ИСС: первый связан с изменением зрительного восприятия, второй получил название «страх распада личности», а третий связан с переживанием растворённости в окружающем мире и единении с природой и был назван «океаническое чувство».

## Исследователи ИСС
| - Тарт, Чарльз - Юнг, Карл Густав - Гроф, Станислав - Аксельрод, Джулиус - Лилли, Джон - Рик Страссман - Эрика Бургиньон - Роберт де Ропп - Брюс Айснер - Тадеуш Голас - Рик Доблин | - Лири, Тимоти - Рам Дасс - Хаксли, Олдос - Уилбер, Кен - Уолш, Роджер - Монро, Роберт Аллен - Кастанеда, Карлос - Маккенна, Теренс Кемп - Наранхо, Клаудио - Петренко, Виктор Фёдорович (семантика ИСС) - James Fadiman - Roland L. Fischer |